# Джексон, Шугар
Шугар Джексон (нидерл. Sugar Jackson), настоящее имя — Джексон Осеи Бонсу (нидерл. Jackson Osei Bonsu; род. 3 марта 1981 годa, Гана) — бельгийский боксёр-профессионал, выступавший в полусредней весовой категории. Он взял псевдоним Шугар, ссылаясь на Шугара Рея Робинсона.
Он родился в Гане, переехал в Бельгию в 1997 году, так как его отец уже жил в Бельгии на этот момент.

## Детство
Поскольку бокс был его мечтой в детстве, oн начал заниматься им в 1997 в школе бокса в Антверпене у Джерри Кольмана. По финансовым причинам ему пришлось поменять тренера спустя 8 лет, и oн начал тренироваться в Изегеме, у Реналда Де Вулдера.

## Профессиональная карьера
Его дебютный бой состоялся 27 октября 2001 года.
11 февраля 2005 года, он стал чемпионом мира в Санкт-Петербурге, в спортивнoм комплексе «Юбилейный», выиграв бой против Михаила Криволапова. В 5-м раунде ему удалось нокаутировать соперника.
25 февраля 2007 года, он стал чемпионом Европы в Париже, победив Нордина Мучи в 8-м раунде. Он успешно защитил свой титул на Арене «Lotto» в Антверпене, нокаутировав Кристиана Де Мартинеса в финальном раунде. 27 февраля 2007 года он вторично успешно защитил свой титул ЕБС (Европейский Боксерский Союз — англ. EBU, European Boxing Union) в матче-реванше против Нордина Мучи, нокаутировав его в 3-м раунде.
12 января 2008 года, Шугар защитил титул, победив Бриса Фараджи на Арене «Lotto» в Антверпене. Этот бой продолжался все 12 раундов, несмотря на то, что Фараджи находился в нокдауне в 5-м раунде.
Джексон успешно защитил свой титул 3 мая 2008 года в 4-й раз, на этот раз выступив против украинца Виктора Плотникова. Матч продолжался все 12 раундов. Джексон был единогласно объявлен победителем (116—113, 116—112 и 116—112).
Шугар потерял титул чемпиона Европы 14 сентября 2008 года после поражения по очкам против польского соперника Рафала Яцкиевичa в Кельце (Польша). Несмотря на то, что все трое судей проголосовали за Яцкиевичa, было много дискуссий, поскольку многие эксперты полагали, что Джексон выиграл не менее 10 из 12 раундов.
Но Джексон снова завоевал титул, потому что поляк отказался от титула, чтобы  лучше сконцентрироваться на чемпионском бое МБФ (Международная боксёрская федерация, англ. IBF — International Boxing Federation).
20 декабря 2008 года Шугар встретился с аргентинским бывшим чемпионом мира Карлосом Бальдомиром.  на Арене «Lotto» 27-летний Джексон победил бывшего чемпиона мира по очкам.
11 июня 2009 года, Шугар должен был защитить титул чемпиона мира против Айдына Сельчука. Победитель этого боя позже имел право бороться на чемпионате мира против Американца Андре Берто. Сельчук нокаутировал Джексона в 9-м раунде, став новым чемпионом Европы.
Джексон проиграл 19 марта 2010 года, после полутора минут, американскому Рэндаллу Бейли техническим нокаутом.
До 19 марта 2010 года он провёл 35 боев, из которых он выиграл 31, 24 из которых были нокаутом. Джексон потерпел 4 поражения, из которых 3 нокаутом.
В сентябре 2010 года Джексон участвовал в одиннадцатом сезоне популярного телесериала «Expeditie Robinson». Эта программа транслировалась на RTL 5 в Нидерландах и 2BE во Фландрии.
В октябре 2010 года Джексон также участвовал в рекламном ролике футбольного клуба «ФК Дендер». В этом видео показан Джексон, который пытается заключить контракт с клубом.
11 ноября 2010 года Джексон боролся и выиграл бой против лучшего боксера Латинской Америки в то время: Андре Маркос до Насименто. Джексон нокаутировал бразильца в 3-м раунде. В результате, Джексон снова получил место на боксерском гала–турнире в Антверпене — Gentlemen Edition.
25 декабря 2010 года Шугар Джексон выступил против другого бразильца Луиса Аугусто дос Сантоса во время боксерского гала–турнира в Антверпене. Этот бой закончился дисквалификацией бразильца во 2-м раунде.
Боксёрский гала–турнир в Антверпене 2011 года прошёл под названием «С Днем рождения». Гала состоялась через день после того, как Джексону исполнилось 30 лет. Его противником был испанец Хосе дель Рио. Шугар выиграл бой в 10-м раунде.
21 сентября 2012 года Джексон снова стал чемпионом Европы в полусреднем весе, победив француза Джимми Коласa по очкам. В целом Шугар Джексон стал чемпионом Европы 6 раз.
В октябре 2013 года тренер Реналд Де Вулдер прекратил сотрудничество с Шугаром. Так как 19 марта Шугар получил травму глаз и из–за этого проблемы со своим балансом после боя против Рэндалла Бейли, тренер опасался за здоровье боксера, и больше не хотел тренировать Шугара.
Джексон провёл свой последний бой в 2013 году. Ему пришлось уйти из спорта из-за проблем со зрением. За всю свою карьеру, он провёл 51 матч, из которых он выиграл 43 (29 нокаутом). Он проиграл 7 раз, и один матч закончился вничью.
Джексон был известен своим панчером и своим упорством, что явилось его самым большим преимуществом в дополнение к его настойчивости. Его слабые стороны — техника и защита.
После 2013 года Джексон несколько раз заявлял, что вернется в мир бокса, но Фламандская Лига Бокса отказала ему в этом, потому что его здоровье было слишком плохо.
После того, как ему пришлось прекратить заниматься боксом, он попробовал себя в нескольких профессиях, но он не был удовлетворен в них. В сентябре 2017 года Джексон объявил, что хочет стать пожарным.

## Семья
У Джексона есть жена и двое детей. Он женился на Тане Де Мейер 30 сентября 2017 года. У них есть сын, Эбенезер (нидерл. Ebenezer) и дочь Изабо (нидерл. Isabeau).

## Результаты боёв
| Дата             | результат | Гражданство оппонента | оппонент                 | Исход боя |
| 29 марта 2013    | поражение | Бельгия               | Frank Haroche            | TKO       |
| 28 декабря 2012  | поражение | Польша                | Damian Jonak             | UD        |
| 21 сентября 2012 | победа    | Франция               | Jimmy Colas              | UD        |
| 23 июня 2012     | победа    | Бельгия               | Hovhannes Kishmiryan     | UD        |
| 28 мая 2012      | победа    | Польша                | Sebastian Skrzypczynski  | KO        |
| 27 апреля 2012   | ничья     | Грузия                | David Makaradze          | PTS       |
| 24 марта 2012    | победа    | Эстония               | Sergei Melis             | UD        |
| 28 января 2012   | победа    | Хорватия              | Zoran Cvek               | KO        |
| 25 декабря 2011  | победа    | Грузия                | Malkhaz Berkatsashvili   | KO        |
| 11 ноября 2011   | победа    | Франция               | Jimmy Colas              | UD        |
| 30 сентября 2011 | победа    | Грузия                | Giorgi Ungiadze          | UD        |
| 13 июня 2011     | победа    | Хорватия              | Marijan Markovic         | KO        |
| 01 апреля 2011   | поражение | Швеция                | Karlo Tabaghua           | UD        |
| 4 марта 2011     | победа    | Испания               | Jose Del Rio             | UD        |
| 25 декабря 2010  | победа    | Бразилия              | Luiz Augusto Dos Santos  | DQ        |
| 11 ноября 2010   | победа    | Бразилия              | Andre Marcos Nascimento  | KO        |
| 19 марта 2010    | поражение | США                   | Randall Bailey           | TKO       |
| 11 ноября 2009   | победа    | Люксембург            | Nascimento Monteiro      | KO        |
| 7 ноября 2009    | поражение | Турция                | Selcuk Aydin             | KO        |
| 20 декабря 2008  | победа    | Аргентина             | Carlos Manuel Baldomir   | UD        |
| 13 октября 2008  | победа    | Румыния               | Gheorghe Danut           | UD        |
| 14 сентября 2008 | поражение | Польша                | Rafał Jackiewicz         | UD        |
| 5 марта 2008     | победа    | Украина               | Viktor Plotnikov         | UD        |
| 12 января 2008   | победа    | Франция               | Brice Faradji            | UD        |
| 27 октября 2007  | победа    | Франция               | Nordine Mouchi           | KO        |
| 9 июня 2007      | победа    | Италия                | Cristian De Martinis     | KO        |
| 25 февраля 2007  | победа    | Франция               | Nordine Mouchi           | KO        |
| 1 ноября 2006    | победа    | Румыния               | Vasile Surcica           | UD        |
| 6 октября 2006   | победа    | Великобритания        | Kevin Phelan             | TKO       |
| 11 февраля 2006  | победа    | Бельгия               | Zaid Bediouri            | TKO       |
| 1 ноября 2005    | победа    | Нидерланды            | Abder Bchiri             | TKO       |
| 11 июня 2005     | победа    | Венгрия               | Janos Petrovics          | TKO       |
| 11 февраля 2005  | победа    | Россия                | Mikhail Krivolapov       | KO        |
| 1 ноября 2004    | победа    | Франция               | Fabrice Colombel         | KO        |
| 5 июня 2004      | победа    | Россия                | Maxim Nesterenko         | TKO       |
| 24 января 2004   | победа    | Нидерланды            | Regillo Aaron            | KO        |
| 25 декабря 2003  | победа    | Франция               | Fabrice Colombel         | TKO       |
| 1 ноября 2003    | победа    | Франция               | David Sarraille          | TKO       |
| 7 июня 2003      | победа    | Камерун               | Hamza Issa               | TKO       |
| 10 мая 2003      | победа    | Польша                | Adam Zadworny            | TKO       |
| 21 апреля 2003   | победа    | Франция               | Jean Gomis II            | KO        |
| 14 марта 2003    | победа    | Люксембург            | Kamel Ikene              | KO        |
| 15 февраля 2003  | победа    | Тунис                 | Riadh Rekhis             | KO        |
| 25 декабря 2002  | поражение | Франция               | Abdel Mehidi             | TKO       |
| 22 ноября 2002   | победа    | Люксембург            | Pierre Calvin Silatcha   | UD        |
| 1 ноября 2002    | победа    | Франция               | Kwassi Acclombesi        | TKO       |
| 20 мая 2002      | победа    | Нидерланды            | Yassine El Maachi        | TKO       |
| 2 апреля 2002    | победа    | Франция               | Belaid Yahiaoui          | UD        |
| 25 декабря 2001  | победа    | Египет                | Ahmed Aoud               | TKO       |
| 1 ноября 2001    | победа    | Франция               | Laurent Roussel          | TKO       |
| 27 октября 2001  | победа    | Бельгия               | Dominique Van der Steene | KO        |